# 楠見雄規
楠見 雄規（くすみ ゆうき、1965年〈昭和40年〉1月22日 - ）は、日本の技術者、実業家。パナソニックホールディングス株式会社代表取締役社長、グループCEO、グループCSO。奈良県出身。学位は修士（工学）（京都大学・1989年）。

## 経歴
東大寺学園高等学校を経て、1989年3月京都大学大学院工学研究科博士前期課程を修了後、1989年に技術者として松下電器産業（現：パナソニックホールディングス）に入社。技術者としてテレビ等の商品開発に携わる。その後、パナソニック欧州R&Dセンター所長、コーポレートR&D戦略室室長、テレビ事業部事業部長を経て、2014年に役員に就任。テレビ事業の構造改革や、プライム プラネット エナジー&ソリューションズの設立に携わった後、2021年にパナソニック代表取締役社長CEOに就任。2022年にパナソニックの社名がパナソニックホールディングスに変更されたことに伴い、同社代表取締役社長CEOに就任。

## 履歴

### 学歴・職歴
- 1989年（平成元年）
  - 3月 - 京都大学大学院工学研究科（応用システム科学専攻）博士前期課程修了[2]。
  - 4月 - 松下電器産業株式会社（現：パナソニックホールディングス株式会社）入社[9]。
- 2001年（平成13年）4月 - 松下電器産業株式会社（現：パナソニックホールディングス株式会社）デジタルネットワーク開発センター メディア配信グループ メディア配信第三チームリーダー[2]。
- 2002年（平成14年）10月 - ヨーロッパ松下電器株式会社出向 パナソニック欧州R&Dセンター所長[2]。
- 2004年（平成16年）9月 - 松下電器産業株式会社（現：パナソニックホールディングス株式会社）パナソニックAVCネットワークス社 蓄積デバイス事業・アライアンス推進室室長[2]。
- 2005年（平成17年）10月 - 松下電器産業株式会社（現：パナソニックホールディングス株式会社）パナソニックAVCネットワークス社 ネットワーク事業グループ ビデオビジネスユニット 商品技術グループマネージャー[2]。
- 2008年（平成20年）4月 - 松下電器産業株式会社（現：パナソニックホールディングス株式会社）コーポレートR&D戦略室室長兼産学連携推進センター所長[10]。
- 2012年（平成24年）
  - 4月 - パナソニック株式会社 AVCネットワークス社 次世代プラットフォーム開発センター所長[11]。
  - 10月 - パナソニック株式会社 AVCネットワークス社 AVネットワーク事業グループ テレビビジネスユニット長[9]。
- 2013年（平成25年）4月 - パナソニック株式会社 AVCネットワークス社 テレビ 事業部長[12]。
- 2014年（平成26年）4月 - パナソニック株式会社役員 アプライアンス社上席副社長 ホームエンターテインメント・ビューティ・リビング事業担当兼ホームエンターテインメント事業部長[13]。
- 2015年（平成27年）
  - 4月 - パナソニック株式会社役員 アプライアンス社副社長 ホームアプライアンス&エンターテインメント事業担当兼ホームエンターテインメント事業部長[14]。
  - 11月 - パナソニック株式会社役員 アプライアンス社副社長 ホームアプライアンス事業担当[15]。
- 2017年（平成29年）
  - 4月 - パナソニック株式会社役員 アプライアンス社副社長 テレビ・イメージング事業担当、メジャーアプライアンス事業担当[16]。
  - 6月 - パナソニック株式会社執行役員 アプライアンス社副社長 テレビ・イメージング事業担当、メジャーアプライアンス事業担当[16]。
- 2018年（平成30年）
  - 1月 - パナソニック株式会社執行役員 オートモーティブ&インダストリアルシステムズ社副社長[17]。
  - 1月 - 三洋電機株式会社 二次電池事業部事業部長[17]。
  - 4月 - 三洋電機株式会社 オートモーティブエナジー事業部事業部長[18]。
- 2019年（平成31年）4月 - パナソニック株式会社常務執行役員 オートモーティブセグメント担当兼オートモーティブ社社長[19]。
- 2021年（令和3年）
  - 4月 - パナソニック株式会社CEO[12][20]。
  - 6月 - パナソニック株式会社代表取締役社長CEO[20][21]。
  - 10月 - パナソニック株式会社代表取締役社長、グループCEO、グループCSO[22]
- 2022年（令和4年）4月 - パナソニックホールディングス株式会社代表取締役社長、グループCEO、グループCSO（現任）。